# كوشينيا
كوشينيا (تلفظ برتغالي: ‎/koˈʃĩj̃ɐ/‏, ساق (ساقي دجاج) صغير) هي أكلة شهيرة في البرازيل تتكون من لحم الدجاج المقطع أو الممزق المغطى بالعجين والخليط ومشكل في شكل ساقي دجاج المقلي.

## التحضير
الكوشينيا تتكون من عجين من طحين القمح ومرق الدجاج وقد تضاف البطاطا المهروسة وتحاط بالعجين حشوة من شرائح لحم الدجاج المسحوبة والمتبلة بالبصل والبقدونس والبصل الأخضر وأحيانا صلصة البندورة والكركم وجبن كاتوبيري. الكوشينيا تُغطى بخليط ثم تُغلف بقسماط أو طحين البفرة ثم تُقلى. تُشَكَّلُ لتشابه شكل ساقي دجاج.

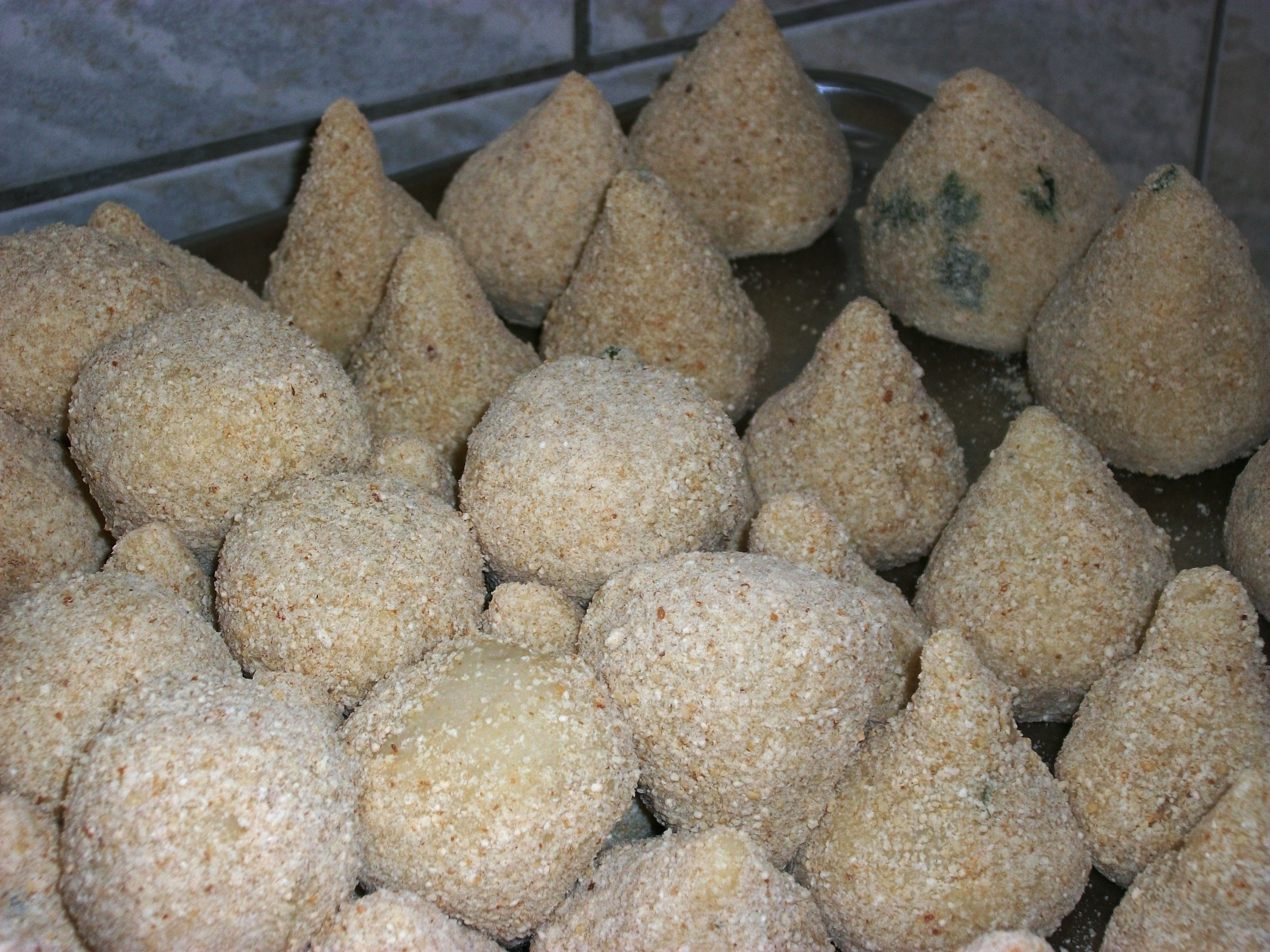
كوشينيا قبل القلي